# Mihály Teleki
Dans le nom hongrois Teleki Mihály, le nom de famille précède le prénom, mais cet article utilise l’ordre habituel en français Mihály Teleki, où le prénom précède le nom.
Mihály Teleki, comte de Szék (en hongrois széki gróf Teleki Mihály, 1634 - † 21 août 1690), fut prince prétendant de Transylvanie en 1690. 
Mihály Teleki de Szék est né en 1634 à Nagyvárad, dans le comitat de Bihar, en Transylvanie. Il est le fils de  János Teleki de Szék (1604-1662) et d'Anne Bornemisza de Berhida et Petrilin (vers 1608-1678). Issu de la noble famille hongroise des Teleki, ancien conseiller de Michel Ier Apafi, il tente de prendre le pouvoir avec l'appui des Autrichiens. Il est tué le 21 août 1690 à la bataille de Zernyest où les troupes impériales sont écrasées par l'armée d'Imre Thököly candidat des turcs.